# Clivio Piccione
Clivio Piccione, född 24 februari 1984 i Monte Carlo, är en monegaskisk racerförare.

## Racingkarriär
Piccione körde i GP2 säsongerna 2005 och 2006 för Durango respektive David Price Racing. 
Hans främsta merit är segern i Nürburgrings featurerace 2005. 
2007 tävlade han i Formula Renault 3.5 Series, där han slutade på femtonde plats totalt.